# Roy Williams (sceneggiatore)
Roy Williams (Colville, 30 luglio 1907 – Burbank, 7 novembre 1976) è stato un artista e animatore statunitense, meglio noto come "Big Roy", è stato il mouseketeer adulto per quattro stagioni nella serie televisiva del Club di Topolino. Lavorò per la The Walt Disney Studios.